# Король Артур (опера)
Король Артур (фр. Le roi Arthus) — трёхактная опера французского композитора Эрнеста Шоссона на его собственное либретто. Опера создавалась в период 1886—1895. Премьера состоялась в Королевском театр де ла Монне, Брюссель 30 ноября 1903 г. В музыке оперы чувствуется влияние произведений Рихарда Вагнера (Тристан и Изольда,Парсифаль) и Сезара Франка.

## Действующие лица
| Роль                                                | Голос         | Премьера Дирижер: Сильвен Дюпюи |
| --------------------------------------------------- | ------------- | ------------------------------- |
| Король Артур                                        | баритон       | Анри Альбар                     |
| Гвиневра                                            | меццо-сопрано | Жанна Пако д’Асси               |
| Ланселот                                            | тенор         | Шарль Дальморе                  |
| Лионель                                             | Тенор         | Эрнест Форгё                    |
| Мерлин                                              | баритон       | Эдуарж Котрёль                  |
| Мордред                                             | бас           | Франсуа                         |
| Аллан                                               | бас           | Жан Вайе                        |
| Работник                                            | тенор         | Хеннер                          |
| Рыцарь                                              | бас           | Данле                           |
| Хор: рыцари, оруженосцы, пажи, барды; дамы Гвиневры |               |                                 |

## Содержание
После победы над саксами Артур воспевает мощь Ланселота и рыцарей Круглого Стола. В эту ночь Ланселот встречается с женой Артура Гвиневрой. За ними шпионит Мордред. Ланселот бьётся с ним и ранит, затем бежит в свой замок с Гвиневрой. Он узнаёт, что Мордред выжил и открыл правду королю. Артур вопрошает волшебника Мерлина, который предсказывает падение Круглого Стола.
Артур преследует Ланселота и даёт бой, но Ланселот бросает своё оружие, не желая сражаться с королём. Гвиневра, опасаясь смерти Ланселота, вешается на собственных волосах. Артур прощает смертельно раненого Ланселота. В бухту пребывает корабль, чтобы отвезти короля в волшебную страну.

## Записи
- Le roi Arthus, Джино Килико, Teresa Zylis-Gara, Gösta Winbergh, René Massis, French Radio Chorus and New Philharmonic Orchestra, дирижёр Armin Jordan (Erato, 1986)
- Le roi Arthus, François Le Roux, Susan Bullock, Donald McIntyre, Andrew Schroeder, Paul Parfitt, Симфонический оркестр Би-би-си, дирижёр Leon Botstein (Telarc, 2005)